# Lago Soprano
Lago Soprano este o arie protejată (arie specială de conservare — SAC, sit de importanță comunitară — SCI) din Italia întinsă pe o suprafață de 92 ha, integral pe uscat.

## Localizare
Centrul sitului Lago Soprano este situat la coordonatele 37°27′38″N 13°52′22″E / 37.46047°N 13.872767°E.

## Înființare
Situl Lago Soprano a fost declarat sit de importanță comunitară în septembrie 1995 pentru a proteja 17 specii de animale. Situl a fost protejat și ca arie specială de conservare în decembrie 2015.

## Biodiversitate
Situată în ecoregiunea mediteraneană, aria protejată conține 5 habitate naturale: Lacuri eutrofice naturale cu vegetație de tip Magnopotamion sau Hydrocharition, Pajiști umede mediteraneene cu ierburi înalte de Molinio-Holoschoenion, Tufărișuri termo-mediteraneene și de pre-deșert, Pseudostepă cu ierburi și specii anuale de Thero-Brachypodietea, Ape stătătoare oligotrofe până la mezotrofe, cu vegetație de Littorelletea uniflorae și/sau de Isoëto-Nanojuncetea.
La baza desemnării sitului se află mai multe specii protejate:
- păsări (16): lăcar mare (Acrocephalus arundinaceus), lăcar-de-lac (Acrocephalus scirpaceus), pescăruș albastru (Alcedo atthis), rață pitică (Anas crecca), stârc cenușiu (Ardea cinerea), rață-cu-cap-castaniu (Aythya ferina), rață roșie (Aythya nyroca), fugaci mic (Calidris minuta), egretă mică (Egretta garzetta), stârc pitic (Ixobrychus minutus), rață fluierătoare (Mareca penelope), lopătar (Platalea leucorodia), țigănuș (Plegadis falcinellus), corcodel-cu-gât-negru (Podiceps nigricollis), Spatula clypeata, rață cârâitoare (Spatula querquedula)
- reptile (1): Emys trinacris

Pe lângă speciile protejate, pe teritoriul sitului au mai fost identificate 9 specii de plante, 1 specie de păsări, 1 specie de amfibieni, 1 specie de mamifere, 3 specii de reptile.